# Стешенко Олександр Леонтійович
Олександр Леонтійович Стешенко (нар. 1914, місто Бердянськ, тепер Запорізької області — ?) — український радянський діяч, секретар Черкаського обласного комітету КПУ, 1-й заступник голови Українського товариства охорони пам'яток історії та культури. 

## Біографія
З 1939 року служив у Червоній армії, учасник німецько-радянської війни. Був агітатором політичного відділу 5-ї запасної авіаційної бригади.
Член ВКП(б).
У жовтні 1951 — грудні 1953 року — секретар Львівського міського комітету КП(б)У з ідеологічних питань.
З грудня (затв.) 1953 по липень 1954 року — директор Львівського філіалу Центрального музею В. І. Леніна.
На 1957 — січень 1963 року — завідувач відділу пропаганди і агітації Черкаського обласного комітету КПУ.
4 січня 1963 — 7 грудня 1964 року — секретар Черкаського сільського обласного комітету КПУ з питань ідеології. 7 грудня 1964 — січень 1974 року — секретар Черкаського обласного комітету КПУ з питань ідеології.
У 1974 — після 1979 року — 1-й заступник голови Українського республіканського товариства охорони пам'яток історії та культури.

## Звання
- старший лейтенант

## Нагороди та відзнаки
- орден Вітчизняної війни ІІ ст. (6.04.1985)
- орден Трудового Червоного Прапора (26.02.1958)
- орден Червоної Зірки (18.08.1945)
- медаль «За перемогу над Німеччиною у Великій Вітчизняній війні 1941—1945 рр.» (1945)
- медалі
- Почесна грамота Президії Верховної Ради Української РСР (4.08.1964)